# Società Anonima per la Ferrovia Novara-Seregno
La Società Anonima per la Ferrovia Novara-Seregno era un'azienda attiva nella costruzione ed esercizio di linee ferroviarie, che operò nella province di Milano, Varese e Novara tra la fine del XIX secolo e il 1943.

## Storia

### La Novara-Saronno-Seregno
Il 5 settembre 1883 fu stipulata tra lo Stato e l'ingegner Marco Visconti una convenzione per la costruzione e l'esercizio di una ferrovia con trazione a vapore e scartamento ordinario tra Novara e Saronno con prolungamento Saronno-Seregno; tale linea era frutto di un progetto presentato dallo stesso Visconti e approvato dal Consiglio Superiore dei Lavori Pubblici l'anno precedente. Per la costruzione e l'esercizio della linea Visconti costituì nel 1884 la Società Anonima per la Ferrovia Novara-Seregno (FNS) con sede a Milano.
La linea fu inaugurata il 31 dicembre 1887, ma la FNS la gestì solo fino al 1890: il 10 dicembre di quell'anno, infatti, fu stipulata una convenzione con le Ferrovie Nord Milano con la quale veniva subconcesso alle "Nord" l'esercizio della Novara-Seregno. Il 20 agosto 1891 la società dichiarò fallimento, da cui uscì l'anno successivo con concordato omologato dal tribunale di Milano, in base al quale l'esercizio della società sarebbe continuato.

### La linea della Valmorea
Nel 1900, l'ingegner Giulio Rusconi Clerici elaborò un progetto per una nuova linea, diramantesi da quella esistente a Castellanza e che, attraversando la valle Olona, avrebbe raggiunto Lonate Ceppino. Il progetto fu approvato nello stesso anno dal Consiglio Superiore dei Lavori Pubblici, e nel 1902 fu stipulata la convenzione per la costruzione e l'esercizio.
La linea fu aperta il 18 luglio 1904 e nel 1912 la FNS ottenne la concessione per il prolungamento della linea dal provvisorio capolinea di Cairate-Lonate Ceppino fino al confine svizzero. Il 31 dicembre 1916 fu aperto il tratto fino a Malnate.
In data 10 aprile 1917 la FNS stipulò due nuove convenzioni con le FNM:
- con la prima veniva ceduto l'esercizio alle FNM della Castellanza-Malnate dal 1º gennaio 1918 al 31 dicembre 1930 (le FNM ottenevano in uso anche il materiale rotabile impiegato);
- con la seconda veniva prolungata la gestione FNM della Novara-Seregno sino al 31 dicembre 1930.

In entrambi i casi era prevista la tacita proroga di triennio in triennio, salva disdetta.
Le linee della FNS furono definitivamente incorporate nella rete FNM il 20 ottobre 1943, quando l'assemblea degli azionisti delle FNM approvò la fusione per incorporazione della FNS nelle "Nord". L'atto di fusione fu registrato il 15 marzo 1944 e approvato con decreto del Capo provvisorio dello Stato Enrico De Nicola n° 786 dell'11 luglio 1947.

## Impianti eserciti
Nel corso degli anni di attività, la FNS esercì due linee ferroviarie a scartamento normale e trazione a vapore:
- Novara-Saronno-Seregno (1887-1890);
- Castellanza-Lonate Ceppino-Malnate (1904-1917).

## Materiale rotabile
La FNS fece costruire dalla Maschinenfabrik Esslingen tra il 1886 e il 1888 per la Novara-Seregno tre gruppi di locomotive a vapore:
- gruppo 01 ÷ 04, a rodiggio C;
- gruppo 10 ÷ 12, a rodiggio B 1, identica alla locomotiva 41 delle FNM;
- gruppo 71 ÷ 72, a rodiggio C, simile alle locomotive FNM 61-62.

Tali locomotive passarono nel parco FNM nel 1894.
Per la linea della Valmorea la FNS fece costruire dalla CEMSA due locomotive identiche alla serie 01 ÷ 04, immatricolate 55 ÷ 56, entrate nel parco rotabili FNM nel 1918.

### Materiale motore - prospetto di sintesi[12]
| Unità | Costruttore | Telaio | Anno | Rodiggio | Note       |
| ----- | ----------- | ------ | ---- | -------- | ---------- |
| 01    | Kessler     | 2163   | 1886 | C        | poi FNM 51 |
| 02    | Kessler     | 2164   | 1886 | C        | poi FNM 52 |
| 03    | Kessler     | 2165   | 1886 | C        | poi FNM 53 |
| 04    | Kessler     |        | 1887 | C        | poi FNM 54 |
| 10    | Kessler     | 2166   | 1886 | B 1      | poi FNM 42 |
| 11    | Kessler     | 2167   | 1886 | B 1      | poi FNM 43 |
| 12    | Kessler     | 2168   | 1886 | B 1      | poi FNM 44 |
| 71    | Kessler     | 2293   | 1888 | C        | poi FNM 71 |
| 72    | Kessler     | 2292   | 1888 | C        | poi FNM 72 |
| 55    | CEMSA       | 548    | 1915 | C        | poi FNM 55 |
| 56    | CEMSA       | 549    | 1915 | C        | poi FNM 56 |